# Malomsok
Malomsok je vesnice v Maďarsku v župě Veszprém, spadající pod okres Pápa. Nachází se asi 13 km severozápadně od Pápy, 13 km jihozápadně od Tétu, 22 km jihovýchodně od Csorny, 31 km jihozápadně od Győru a 35 km severovýchodně od Celldömölku. Vesnice se nachází velice blízko trojmezí žup Győr-Moson-Sopron, Vas a Veszprém a je nejsevernějším sídlem spadajícím pod župu Veszprém. V roce 2015 zde žilo 513 obyvatel, z nichž většinu (95,8 %) tvoří Maďaři. Název znamená "mnoho mlýnů".
Kromě hlavní části Malomsok zahrnuje i malé části Emilháza, Ómalomsok a Ponyvád.
Malomsok leží na silnici 8416. Je přímo silničně spojen s obcemi Csikvánd a Marcaltő. Malomsok leží na řece Marcal a protéká jím i potok Marcal-jobbparti-csatorna, který se vlévá do potoka Csikvándi-Bakony, který se vlévá rovnou do řeky Marcal. Řeka Marcal se poté vlévá do Ráby.
V Malomsoku se nachází evangelický kostel, hřbitov, hřiště a obchod s potravinami.